# 惜春鳥
『惜春鳥』（せきしゅんちょう）は、1959年4月28日に日本で公開された映画。カラー映画。

## ストーリー
東京の大学に進学した岩垣、旅館の跡取り息子の峯村、工場に勤める手代木、バーテンの牧田、実家の会津塗を手伝っている馬杉。現在は境遇の違う仲間5人が、岩垣の帰郷により久しぶりに再会する。
福島県会津若松市を舞台に大人へと成長していく青年たちの友情を描く抒情篇。青年たちや男女の心情と白虎隊の哀史とが絡む。

## スタッフ
- 監督・脚本：木下惠介
- 製作：小出孝、脇田茂
- 撮影：楠田浩之
- 音楽：木下忠司

## キャスト
- 牧田康正：津川雅彦
- 峰村卓也：小坂一也
- 手代木浩三：石濱朗
- 馬杉彰：山本豊三
- 岩垣直治：川津祐介
- みどり：有馬稲子
- 牧田英太郎：佐田啓二
- 桃沢悠吉：伴淳三郎
- 桃沢たね：岸輝子
- 桃沢蓉子：十朱幸代
- 康正の母・米子：藤間紫
- 女中：村上記代
- 女中・梅：伊久美愛子
- 卓也の母：清川虹子
- 浩三の父・源一郎：笠智衆
- 勝助：末永功
- 彰の父：宮口精二
- 彰の母：岡田和子
- 鬼塚兵三郎：永田靖
- 菊太郎：桜むつ子
- サロンXの客：佐々木恒子
- サロンXの客：南進一郎

## 論評
男性同士の親密な関係に着目した論考が少なくない。